# Kisumu
Kisumu je přístavní město v Keni v provincii Nyanza. Je to třetí největší město v zemi. Leží u Viktoriina jezera v nadmořské výšce 1 131 m na západě Keni. Žije zde přibližně 400 000 obyvatel. Město bylo založeno v roce 1901.